# Lluís Terricabres i Molera
Lluís Terricabres i Molera, conegut popularment com a Terri, (Manlleu, 1918 - Mataró, 27 d'octubre de 2000) fou un promotor cultural i escriptor català.
En 1929 es va establir amb la seva família a Mataró. Durant la dècada de 1930 participà en l'ambient llibertari i literari de la Catalunya republicana. El 1937 fou reclutat per lluitar en la guerra civil espanyola i enviat al front de Terol. Però fou fet presoner va estar als camps de concentració de Morella, Lleó i Camposancos, i va treballar presoner a l'Aviacione Italiana. El 1939 fou jutjat en un consell de guerra per separatista i tancat a la Presó Model de Barcelona fins a 1942.
En sortir de la presó tornà a Mataró, on el 1949 hi fundà el Racó, on organitzà conferències i col·laborà en la represa de la cultura catalana. Com a actor afeccionat, va escriure alguns guions i participà com a actor a Tares eterenes d'Enric Fité i Sala. També va realitzar obres amb ferro forjat i collages amb cromos vells.
Al principi dels seixanta del segle xx participà fugaçment en els inicis de la Cançó com a moviment, i actuà en alguns festivals.

## Obres
- Contes (1985) Barcelona : Rafael Dalmau, 92 pp.
- Desgavell (1992) Mataró : Memòria, 159 pp.
- Desconcert (1994) Argentona : L'Aixernador, 123 pp.